# 金萱體
金萱（英語：Jin Xuan）是台灣字體公司就是字推出的一款字體家族系列，亦為該公司設計的首款字體。
此字體是台灣首例透過網路募資而製作的字體，亦被設計方就是字聲稱是「創全球先河」。2015年該公司開展本字體的眾籌計劃，在計劃開始後約一小時便已經達到該公司的集資目標；而該字體亦為日後中文字型開發的募資計劃（如凝書體）提供了一個不俗的借鑒。

## 命名由來
據「就是字」介紹，「金萱」乃為一款台灣特有的茶，以「金萱」命名這款字體家族，是要突顯該款字體是由台灣研發，亦要打破台灣長年以來所採用的字體由中國大陸、香港、日本等地引進的情況，讓人重新重視台灣的字體創作產業。

## 字體特點
該字體揉合了黑體與明體的特點，但與角新書不同。
在字體構造上，該字體在筆劃設計上保留傳統漢字的特色—架構緊湊、筆劃硬挺，同時亦具備了黑體的簡潔俐落與明體的稜角分明之特色；而在字重命名上，就是字拋棄了「粗體」、「細體」等命名方式，而是採用台灣手搖茶攤中常見的「半糖」、「微糖」等概念，並用於命名該字體的不同字重，突顯了「台灣設計」的特色。

## 開發歷史
- 2015年8月7日：正式宣佈立項，當時只打算推出五款字重[7]。
- 2015年9月8日：開始募資計劃，目標金額為150萬元新台幣[5]，為期30天[註 1][9]。
- 2016年8月31日：「金萱半糖」正式推出。
- 2017年10月31日：「金萱三分糖」正式推出。
- 2018年10月30日：「金萱七分糖」正式推出[10]。同年完成全部共9個字重的字型設計[11]。
- 2020年3月14日：「jf open 粉圓」正式推出。這雖不是金萱體的一部分，但也屬就是字設計團隊在金萱體募資期間所作出的一個承諾。[12]

## 反應
作為全球首套透過網路募資製作的中文字體，金萱體的募資計劃取得了不俗的反應。以下簡單列出了計劃的一些里程碑（以計劃上線起計）：
- 76分鐘：達成計劃集資目標，即150萬元新台幣；
- 11小時：募資金額突破1000萬元新台幣[5]；
- 2天：募資金額突破1700萬元新台幣[6]；
- 4天：募資金額突破2000萬元新台幣[8]；
- 30天：募資金額達到逾2590萬元新台幣。

該募資金額數量之高、參與人數之多（該次募資有逾7600人參與），足能印證網友（包括港人）對於字體的興趣有所增加，亦間接促使該公司日後舉辦的字體討論會有更多的支持。
此字體計劃亦引起台灣政界注意。時任立法院院長王金平曾於社交網站發帖子，表示若果分享人數逾一萬的話，他亦會貢獻50萬元新台幣予該計劃，被指是為國民黨「造勢」。

## 相關事件

### 字體無法安裝
2016年8月，金萱體家族之一「金萱半糖」正式推出，並率先讓9000多名支持募資計劃的贊助者下載試用。然而，就是字所提供的安裝程式只能用於macOS EI Capitan（版本10.11.3）或以上的macOS操作系統，不能於Microsoft Windows平台上執行，且執行部份程式時可能無法識別該字體，引起使用者不滿。
事後該公司向受影響用戶致歉，並重申日後新字體將不須強制要求用戶下載官方的安裝程式，亦會致力改善相關安裝程式；而為了保障正版字體使用者的權益，在下載的字型檔案中，皆會標注贊助會員的編號，以茲識別。

### 疑被留日生抄襲
2020年3月，有日本留學的中國學生設計出一款名為「錦黑體」的字體，並於該校的畢業展上展出。其後金萱體設計方就是字證實，該字體與金萱體設計相當吻合，一度引起兩地爭議。現時已有網友基於該學生的設計製成日文版，並於網絡平台上流傳。

## 外部連結
- 「金萱體」於「就是字」的官方網站 （页面存档备份，存于）